# Передньобиркинське сільське поселення
Пере́дньоби́ркинське сільське поселення (рос. Переднебыркинское сельское поселение) — сільське поселення у складі Борзинського району Забайкальського краю Росії.
Адміністративний центр та єдиний населений пункт — село Передня Бирка.
Станом на 2002 рік існувала Передньо-Биркинський сільський округ (село Передня Бирка).

## Населення
Населення сільського поселення становить 547 осіб (2019; 733 у 2010, 1000 у 2002).